# نو مسیحی

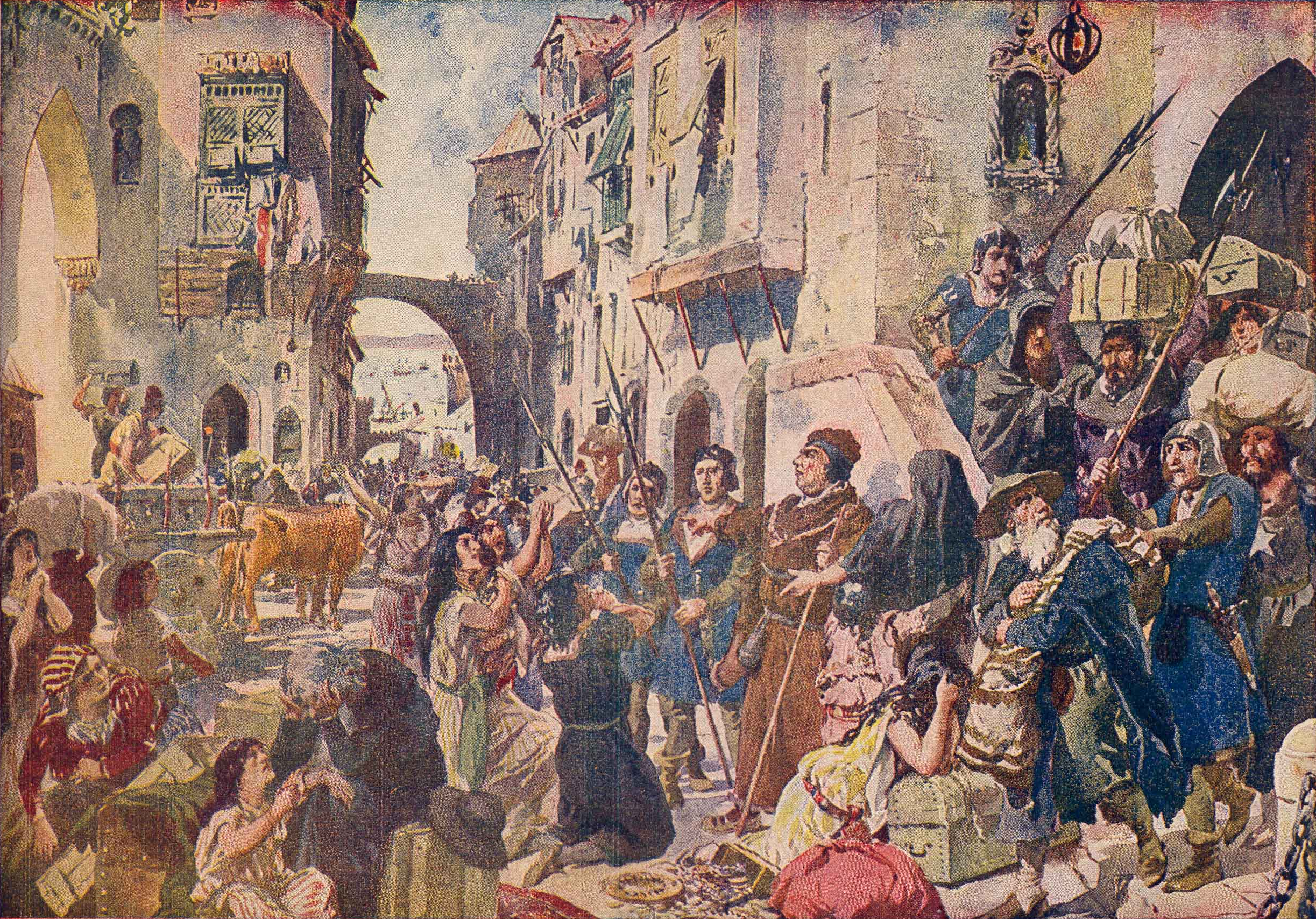
اخراج یهودیان (روکه گامیرو، تصاویر تاریخ پرتغال، 1917)

نو مسیحی (اسپانیایی: Cristiano Nuevo‎) یک نام اجتماعی-مذهبی و تمایز قانونی در امپراتوری اسپانیا و امپراتوری پرتغال بود. این اصطلاح از قرن پانزدهم به بعد عمدتاً برای توصیف نوادگان یهودیان سفاردی‌ها و موروها که در کلیسای کاتولیک به دنبال فرمان الحمرا تعمید یافتند، استفاده می‌شد. فرمان الحمرا در سال ۱۴۹۲ که به عنوان فرمان اخراج نیز شناخته می‌شود، یک قانون ضدیهودی بود که توسط فرمانروایان کاتولیک بر بازپس‌گیری اندلس شبه جزیره ایبری وضع شد. یهودیان را ملزم می‌کرد که به مذهب کاتولیک روی آورند یا از اسپانیا اخراج شوند. بیشتر تاریخ «نو مسیحیان» به نوکیشان یهودی اشاره دارد که عموماً به عنوان کونفرسوس (یا به شکل تحقیرآمیزتر مارانو) شناخته می‌شدند در حالی که نوکیشان مسلمان با نام موریسکو شناخته می‌شدند.